# The Guardian Weekly
The Guardian Weekly je međunarodni novinski časopis na engleskom jeziku sa sedištem u Londonu, Engleska. To je jedna od najstarijih međunarodnih novinskih publikacija na svetu i ima čitaoce u više od 170 zemalja. Urednički sadržaj je preuzet iz njegovih sestrinskih publikacija, britanskih dnevnih novina The Guardian i nedeljnih novina The Observer, a sva tri se objavljuju i u vlasništvu su Gardijanove medijske grupe.
Gardijan vikli trenutno uređuje Grejem Snoudon, dok je Vil Din na dugi niz stara o Gardijanovom subotnjem magazinu.

## Рeference
1. 1 2  staff, Guardian Weekly (2016-12-20). „A short history of the Guardian Weekly: celebrating our success”. The Guardian (на језику: енглески). ISSN 0261-3077. Приступљено 2017-03-01.
2. ↑  „The Observer under review”. BBC News. 4. 8. 2009. Приступљено 27. 3. 2010.
3. 1 2  „Guardian Media Group plc (GMG) results for the financial year ended 1 April 2018”. The Guardian. 24. 7. 2018.

## Spoljašnje veze
- Official website
- Founding of the Manchester Guardian
- A visual history of The Guardian Weekly